# Jean-François Lalouette

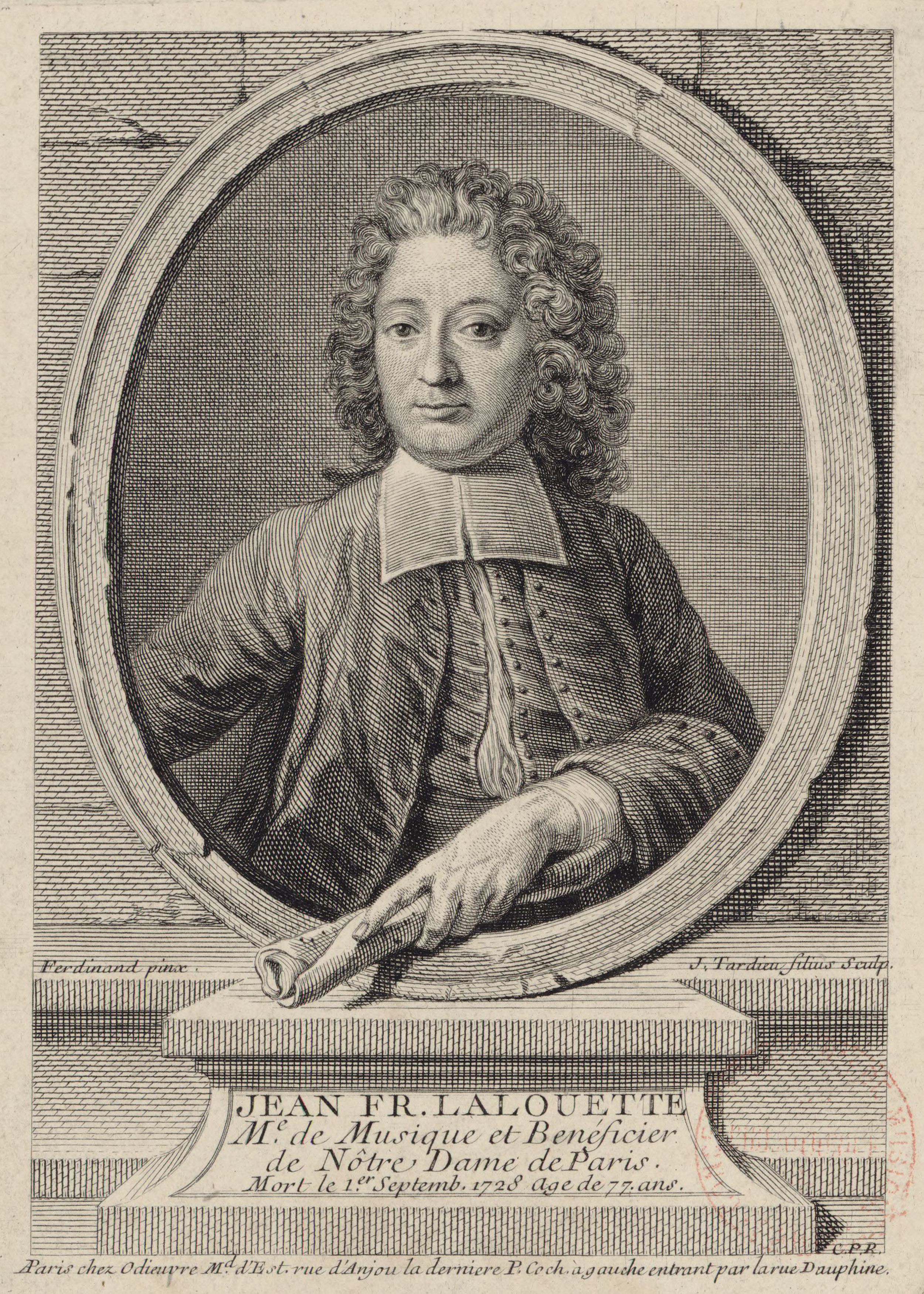
Jean-François Lalouette

Jean-François Lalouette (* 1651 in Paris; † 31. August 1728 ebenda) war ein französischer Komponist und Kirchenmusiker des Barock.

## Leben
Jean-François Lalouette war Chorknabe an Saint-Eustache, später lernte er bei Jean Baptiste Lully dessen Sekretär er zeitweise war. Das Violinspiel erlernte er bei Guy Leclerc, einem Geiger der Grande Bande. Lully setzte Lalouette als Geiger in seinen Opernprojekten der Académie royale de Musique ein. Als Sekretär von Lully soll dieser ihm die Komposition von Übergangspassagen in seinen Opern anvertraut haben. Nach Streitigkeiten mit Lully über eine Oper, die vom König schlecht angenommen wurde, nachdem sich Laloutte mehrmals brüstete, dass einige der schönsten Arien in Opern Lullys von ihm stammten, wurde er 1687 endgültig vom Hof entfernt.
Lalouette widmete daraufhin sein Schaffen hauptsächlich der Kirchenmusik. Er war ab 1693 Musikdirektor an der Kathedrale von Rouen, von 1695 bis 1697 an Notre-Dame de Versailles und 1697–1698 in Saint-Germain-l’Auxerrois. 1700 wurde er als Nachfolger von André Campra Chorregens an der Kathedrale Notre Dame de Paris. Diese Stelle hatte er bis zu seinem Rücktrittsgesuch 1726 inne, er erhielt eine jährliche Rente von 400 Livres. Ebenfalls im Jahr 1726 wurde seine Miserere bei den Concert Spirituel aufgeführt.

## Werk
Laloutte komponierte eine Anzahl von Motetten für großen Chor und Orchester, die nicht erhalten sind. Überliefert sind zwei Sammlungen kleiner Motetten von 1726 und 1730 sowie zwei Messen, von denen eine 1744 im Druck erschien. Eine Oper, die 1678 aufgeführt wurde, ebenso einige Instrumentalmusiken sind verschollen.